# Belvosia fuscisquamula
Belvosia fuscisquamula är en tvåvingeart som först beskrevs av Blanchard 1954.  Belvosia fuscisquamula ingår i släktet Belvosia och familjen parasitflugor. Inga underarter finns listade i Catalogue of Life.